# Hell - Esplode la furia
Hell - Esplode la furia (In Hell) è un film del 2003 diretto da Ringo Lam, interpretato da Jean-Claude Van Damme.
Nel 2012 il film è stato riedito in home video in Italia col titolo Hell - Scatena l'inferno.

## Trama
Kyle Le Blanc è un ingegnere americano che vive momentaneamente per lavoro in Russia insieme alla moglie. Una sera, mentre Kyle sta tornando a casa, sua moglie viene uccisa da un punk. Kyle è arrivato troppo tardi per vedere chi è l'assassino, e si dà così ad un rocambolesco inseguimento dove finisce per rompersi un braccio e la polizia erroneamente lo arresta per rissa.
Segue un processo in tribunale tra Kyle e l'assassino della moglie, ma questi viene dichiarato non colpevole da un giudice corrotto. Kyle decide di farsi giustizia da sé, ruba la pistola ad una guardia ed uccide l'assassino nel tribunale stesso venendo condannato all'ergastolo senza possibilità d'appello. Viene così trasferito nella prigione di Kravavi, nella quale si svolgono dei combattimenti illegali tra i detenuti. Lì conosce Billy, un ragazzo che viene usato dalle guardie per fare da "femmina" ai combattenti per sfotterlo, e un misterioso detenuto di colore conosciuto solo col nome di 451, che ha inspiegabilmente ucciso i suoi precedenti compagni di cella. Kyle si trova costretto a difendersi dalle prepotenze di altri detenuti, ed ogni volta viene trasferito nella "fossa", una sorta di cella di isolamento dove, dalla stanza accanto, si odono lamenti e pugni contro la parete; Kyle, dal canto suo, prende anch'esso a pugni la parete col solo scopo di fare smettere il misterioso individuo.
Stanco dei soprusi, inizia a prepararsi fisicamente per poter partecipare allo "Sparka", ovvero il torneo di lotta che si svolge nella prigione. Il suo primo incontro vede come avversario il detenuto Andrei che abusa sessualmente di Billy. Inizialmente Kyle sembra avere la peggio, ma riesce a mettere spalle a terra l’avversario e a ucciderlo con un morso alla gola. I combattimenti si susseguono e Kyle diventa presto il campione della prigione, temuto e rispettato; il generale Hrusckow (ideatore del torneo) decide così di farlo combattere contro il campione di un'altra prigione. Nel frattempo Billy tenta un piano per la fuga, ma viene scoperto e messo a fare da femmina per Walya, il campione ospite; Billy si rifiuta e viene, di conseguenza, pestato a sangue, ma poco prima di morire riesce a convincere Kyle a non combattere più. 451 si era però accorto che a tradire Billy era stato Malakai, un detenuto in sedia a rotelle amico sia di Billy che di Kyle, in cambio di un medicinale. Per vendicare Billy, 451 cosparge Malakai di liquido infiammabile e gli dà fuoco.
Kyle, al momento dell'incontro con Walya il campione, si rifiuta di combattere e viene così punito, nella speranza di fargli cambiare idea. Gli altri detenuti lo emulano e si alleano tra di loro. Hrusckow, furioso, decide di sbarazzarsi di lui facendolo combattere contro un enorme ed orribile detenuto con sembianze animalesche. La sua potenza fisica unita alla volontà di Kyle a non combattere sembrano non dargli alcuna speranza, ma quando Kyle batte pugni contro la parete, il mostro lo libera da una presa alla gola che lo stava soffocando e anche lui prende a pugni la parete; Kyle capisce che il suo avversario è Milos, l'individuo della stanza accanto alla fossa. Il detenuto Milos mostra tenerezza per lui e decide anch'egli di non combattere più: scoppia così una rivolta in carcere, ma l'intervento delle autorità la placa, così perdono la vita 8 persone tra cui 7 detenuti e 1 guardia.
Qualche tempo dopo, 451 elabora un piano per far evadere Kyle da Kravavi e consegnare alle autorità un documento che testimoni di tutte le atrocità avvenute nella prigione, ma per metterlo in pratica Kyle dovrà combattere un'ultima volta. Combatte quindi contro Walya, il campione della prigione straniera, e lo sconfigge, vendicando Billy. A questo punto viene preso in consegna dalle guardie per essere ucciso, ma 451 li coglie di sorpresa e lo fa fuggire; dopodiché sale nell'ufficio di Hrusckov e con le cesoie gli riserva il solito trattamento che subisce chi "parla troppo".
Tre mesi dopo, la prigione di Kravavi verrà sequestrata e il protagonista riscoprirà se stesso aiutato dal ricordo della moglie, che nel film prende metaforicamente le sembianze di una falena.

## Produzione
Il film è stato girato prevalentemente in Bulgaria per mantenere bassi i costi di produzione.

## Distribuzione
All'estero il film è stato distribuito solo per il mercato DVD e VHS, mentre in Italia è stato distribuito anche in alcuni cinema nell'estate 2003.